# Chiesa delle Sante Fosca e Maura (Frisanco)
La chiesa delle Sante Fosca e Maura è la parrocchiale di Frisanco, in provincia di Pordenone e diocesi di Concordia-Pordenone; fa parte della forania di Maniago. 
Oltre a questa la parrocchia comprende le due piccole chiese sussidiarie intitolate a San Osvaldo Re nella frazione di Casasola e a Sant'Antonio di Padova in località Lunghet.  L'altra parrocchiale, la chiesa di San Nicolò Vescovo, si trova a breve distanza, nella frazione di Poffabro.

## Storia

### Dal XV secolo
La presenza di una chiesa a Frisanco viene riportata per la prima volta da documenti del 1492. Nel 1610 l'edificio fu ampliato con molte parti in legno e, due anni dopo, consacrato dal vescovo Benedetto Benedetti di Caorle. Nel 1616 venne quasi del tutto distrutto da un grave incendio che ne bruciò anche l'archivio. In quello stesso secolo divenne parrocchia con parte del territorio sino ad allora appartenente alla pieve di Cavasso e, nel 1667, venne riedificata la nuova parrocchiale.

### Dal XX secolo
Nel XX secolo si ebbero importanti lavori alla struttura. Nel 1939 Luigi Salvadoretti ne decorò gli interni e verso la metà del secolo iniziarono lavori di restauro durante i quali andarono perdute le pale raffiguranti la Beata Vergine del Rosario e San Giovanni Battista tra i Santi Antonio di Padova e Osvaldo.
Il terremoto del Friuli del 1976 provocò ingenti danni che resero necessari nuovi interventi di restauro e nel 2017 venne consolidato anche il campanile.

## Descrizione

### Interno
La chiesa è a navata unica, ha un'abside semiesagonale ed un soffitto in legno a capriate.
Conserva opere pregevoli come due statue raffiguranti le sante Fosca e Maura, scolpite da Giacomo Contiero, l'altare laterale del Rosario, con scultura dell'Immacolata del 1884, la Via Crucis del maniaghese Domenico Selva, un crocifisso ligneo realizzato da Valentino Belgrado e l'altare di Sant'Antonio.